# Landolf Scherzer

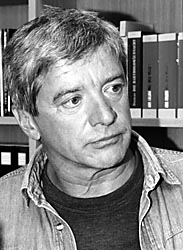
Landolf Scherzer (1997)

Landolf Scherzer (* 14. April 1941 in Dresden) ist ein deutscher Schriftsteller und Publizist.

## Leben
Landolf Scherzer wurde 1941 in Dresden geboren. 1959 legte er das Abitur ab. Von 1962 bis 1965 studierte er an der Fakultät für Journalistik in Leipzig. Wegen kritischer Reportagen, die er mit Klaus Schlesinger und Jean Villain für die Neue Berliner Illustrierte geschrieben hatte, wurde er exmatrikuliert. Bis 1975 war er Redakteur bei der Zeitung Freies Wort in Suhl, seitdem ist er freier Schriftsteller in Thüringen. Von 1989 bis 1991 war er Mitglied des Parteivorstandes der SED-PDS bzw. PDS.
Scherzer war Vorsitzender des Aktivs Literarische Publizistik im Schriftstellerverband der DDR und Vorsitzender des Schriftstellerverbandes im Bezirk Suhl. Von 1994 bis 1999 und von 2006 bis 2007 war er Landesvorsitzender des Verbandes deutscher Schriftsteller (VS) im Landesbezirk Thüringen, dem er heute noch als Beisitzer angehört. Landolf Scherzer ist zudem Mitglied im Schriftstellerverband PEN-Zentrum Deutschland.
Scherzer lebt in Suhl-Dietzhausen in Thüringen.

## Werk
Scherzers Werk befasst sich mit der DDR und ihrem politischen System. Die Publikation seiner Bücher wurde in der DDR zeitweise erschwert. Nach 1989 beschrieb er in Langzeitreportagen Schwierigkeiten und Chancen im Prozess der Vereinigung.
Bekannt ist sein Buch Fänger und Gefangene, in dem er das Leben und Arbeiten auf einem volkseigenen Fischtrawler beschreibt und dabei den Irrsinn der industriellen Fischproduktion und die Unzulänglichkeiten der Wirtschaft der DDR deutlich macht.
Für Aufsehen sorgte auch sein 1988 im Greifenverlag zu Rudolstadt erschienenes Reportagebuch Der Erste – Untertitel: Protokoll einer Begegnung. Es beschreibt das Handeln und die Illusionen des 1. Sekretärs der SED-Kreisleitung Hans-Dieter Fritschler, den Scherzer im November 1986 vier Wochen lang begleitete, und seinen Kreis Bad Salzungen im damaligen Bezirk Suhl. Auf die Genehmigung hatte Scherzer acht Jahre warten müssen. Das Buch gab erstmals Einblicke in die innere Struktur des Parteiapparats der SED. Scherzer entwirft hier u. a. das Bild eines engagierten Funktionärs, der den Anspruch verfolgt, technische Defizite der DDR-Betriebe durch Engagement der Werktätigen auszugleichen.

## Preise
- 1980: Max-Reger-Preis des Bezirkes Suhl
- 1984: Kunstpreis des FDGB für Literatur
- 1986: Heinrich-Heine-Preis des Ministeriums für Kultur der DDR
- 2010: Walter-Bauer-Preis

## Werke
- Südthüringer Panorama, 1973
- Spreewaldfahrten, 1975

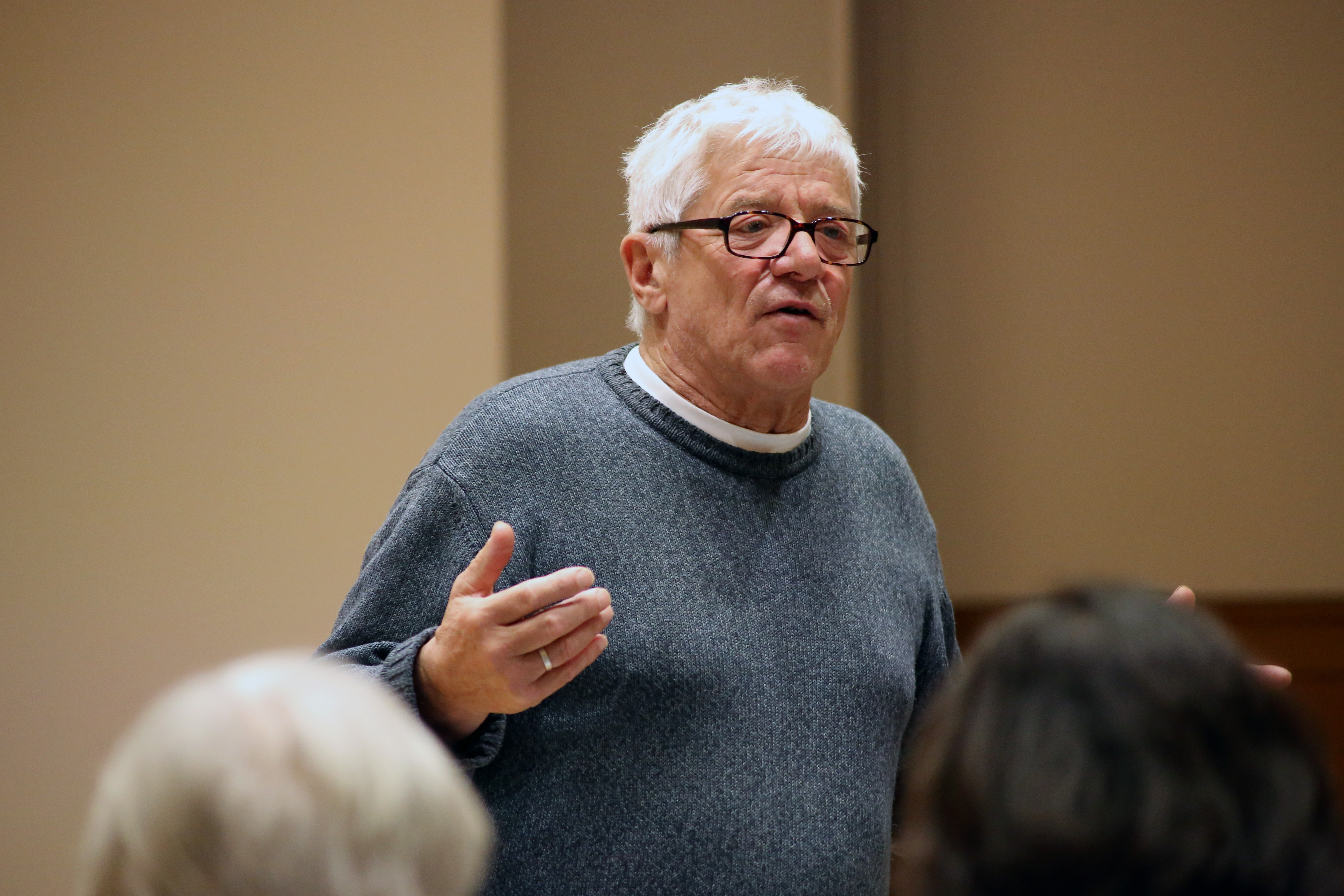
Scherzer bei einer Lesung in der Stadtbibliothek Nordhausen (2015)

- Nahaufnahmen. Aus Sibirien und dem sowjetischen Orient, 1975
- Fänger und Gefangene. 2386 Stunden vor Labrador und anderswo, 1983
- Bom día, weißer Bruder. Erlebnisse am Sambesi, 1984
- Das Camp von Matundo, 1986
- Der Erste, 1988
- Auf Hoffnungssuche an der Wolga, 1991
- Zeit läuft. Dokumentarliteratur vor und nach der Wende, 1990, Treptower Verlag Berlin, ISBN 978-3-7303-0603-1
- Am Sarg der Sojus. Die Hoffnung stirbt als Letztes, 1993
- Mitleid ist umsonst, Neid mußt du dir erarbeiten. Reportagen, edition ost, Berlin 1997, ISBN 978-3929161953
- Der Zweite, 2000
- Der Letzte, 2000
- Die Fremden. Unerwünschte Begegnungen und verbotene Protokolle, 2002
- Schwarze Weisheiten, 2004, NORA Verlagsgemeinschaft Dyck & Westerheide OHG Berlin.
- Der Grenz-Gänger, 2005
- Steinstimmen, Juli 2006, burgart-presse, ISBN 978-3-910206-56-4
- Die alkoholfreie Hochzeit und weitere Texte aus den Jahren 1972–1994: Verlegtes wiedergefunden, NORA Verlagsgemeinschaft Dyck & Westerheide, Berlin 2009, ISBN 978-3-86557-179-3
- Das Sarggeld von Uljanowna. Zwei Reportagen, Wartburg Verlag, 2009, ISBN 978-3-86160-328-3
- Immer geradeaus. Zu Fuß durch Europas Osten. Aufbau Verlag, Berlin 2010, ISBN 978-3-351-02715-5.
- Letzte Helden. Reportagen, Aufbau Verlag, Berlin 2010, ISBN 978-3-7466-2663-5
- Urlaub für rote Engel, Reportagen, Aufbau-Verlag, Berlin 2011, ISBN 978-3-7466-2694-9
- Verändert euch! Das Manifest zur Energiewende, Landolf Scherzer und andere Autoren; Aufbau-Verlag, Berlin 2011, ISBN 978-3-351-02742-1
- Madame Zhou und der Fahrradfriseur. Auf den Spuren des chinesischen Wunders, Aufbau-Verlag, Berlin 2012, ISBN 978-3-351-02746-9
- Stürzt die Götter vom Olymp. Das andere Griechenland, Aufbau-Verlag, Berlin 2014, ISBN 978-3-351-03580-8
- Der Rote. Macht und Ohnmacht des Regierens, Aufbau-Verlag, Berlin 2015, ISBN 978-3-351-03621-8
- Buenos días, Kuba: Reise durch ein Land im Umbruch, Aufbau-Verlag, Berlin 2018, ISBN 3-351-03713-9
- Leben im Schatten der Stürme: Erkundungen auf der Krim, Aufbau-Verlag, Berlin 2022, ISBN 978-3-351-03978-3